# Plebeiogryllus retiregularis
Plebeiogryllus retiregularis är en insektsart som beskrevs av Saeed, Azhar, M. Saeed och Yousuf 2000. Plebeiogryllus retiregularis ingår i släktet Plebeiogryllus och familjen syrsor. Inga underarter finns listade i Catalogue of Life.